# Christoph Entzelt
Christoph Entzelt, llatinitzat Encelius (1517, Saalfeld - † 15 de març de 1583, Osterburg) fou un clerge protestant i historiador alemany.

## Biografia
Va estudiar des del 1532 a la Universitat de Wittenberg, on Martí Luther assistia a les conferències. El 1539 fou rector a Tangermünde, llavors rector a Rathenow i el 1558 pastor a Osterburg.
A més de la seva feina pastoral, va ocupar-se de la història de la Brandenburges Altmark. Com a resultat de la seva investigació, va publicar el 1579 a Magdeburg un relleu per analogies Cronika der alten Mark, que va tenir diverses edicions posteriors i que fou la primera obra històrica independent d'Altmark. També va publicar el 1581 un treball de Magdeburg Ursprung und Ankunft der uralten ritterlichen Geschleccths derer von Alvernsleben.